# 1. deild kvinnur (2013)
W roku 2013 odbyła się 29. edycja 1. deild kvinnur – pierwszej ligi piłki nożnej kobiet na Wyspach Owczych. W rozgrywkach wzięło udział 8 klubów z całego archipelagu. Tytułu mistrzowskiego broniła drużyna KÍ Klaksvík, zdobywając go ponownie po raz piętnasty w swojej historii.
Wszystkie drużyny rozegrała po cztery spotkania z każdym rywalem. Mistrz Wysp Owczych dostawał prawo do gry w Pucharze UEFA Kobiet.

## Uczestnicy
| Uczestnicy 1. deild kvinnur 2012                                                                              | Uczestnicy 1. deild kvinnur 2012 | Uczestnicy 1. deild kvinnur 2012 | Uczestnicy 1. deild kvinnur 2012 |
| --- | -------------------------------- | -------------------------------- | -------------------------------- |
| KÍ | KÍ Klaksvík                      | 1                                |                                  |
| B36 | B36 Tórshavn                     | 2                                |                                  |
| AB | AB Argir                         | 3                                |                                  |
| HB | HB Tórshavn                      | 4                                |                                  |
| VÍK | Víkingur Gøta                    | 7                                |                                  |
| ÍF | ÍF Fuglafjørður                  | 8                                |                                  |
| B/N | B68 Toftir/NSÍ Runavík           | 9                                |                                  |
| Nowi uczestnicy                                                                                               |                                  |                                  |                                  |
| ESS | EB/Streymur/Skála ÍF             |                                  |                                  |
| Oznaczenia: - kolumna pierwsza – skróty nazw drużyn, - kolumna trzecia – miejsce zajęte w poprzednim sezonie. |                                  |                                  |                                  |

## Tabela ligowa
| Lp. | Drużyna                    | M  | Z  | R | P  | Bramki | Bramki | Różn. | Pkt | Uwagi                                 |
| --- | -------------------------- | -- | -- | - | -- | ------ | ------ | ----- | --- | ------------------------------------- |
| 1   | KÍ Klaksvík                | 18 | 16 | 1 | 1  | 100    | 10     | +90   | 49  | Liga Mistrzów UEFA Kobiet • 2014/2015 |
| 2   | EB/Streymur/Skála ÍF       | 18 | 15 | 0 | 3  | 62     | 14     | +48   | 45  |                                       |
| 3   | HB Tórshavn                | 18 | 12 | 1 | 5  | 66     | 24     | +42   | 37  |                                       |
| 4   | B36 Tórshavn               | 18 | 9  | 2 | 7  | 28     | 26     | +2    | 29  |                                       |
| 5   | ÍF Fuglafjørður            | 18 | 4  | 0 | 14 | 17     | 83     | −66   | 12  |                                       |
| 6   | Víkingur Gøta              | 18 | 2  | 2 | 14 | 6      | 71     | −65   | 8   |                                       |
| 7   | AB Argir                   | 18 | 1  | 2 | 15 | 12     | 63     | −51   | 5   |                                       |
| 8   | B68 Toftir/NSÍ Runavík (S) | 0  | 0  | 0 | 0  | 0      | 0      | 0     | 0   | Spadek do 2. deild                    |

## Najlepsi strzelcy
Stan na 30 marca 2015.
| Bramki | Strzelcy           | Drużyna              |
| ------ | ------------------ | -------------------- |
| 29     | Heidi Sevdal       | HB Tórshavn          |
| 27     | Maria Thomsen      | KÍ Klaksvík          |
| 23     | Rannvá Andreasen   | KÍ Klaksvík          |
| 15     | Sigrid Jacobsen    | KÍ Klaksvík          |
| 14     | Elin Maria Isaksen | HB Tórshavn          |
| 12     | Kára Djurhuus      | EB/Streymur/Skála ÍF |
| 11     | Íðunn Magnussen    | EB/Streymur/Skála ÍF |
| 10     | Lív Arge           | HB Tórshavn          |
| 10     | Fríðrún Danielsen  | EB/Streymur/Skála ÍF |
| 10     | Ansy Sevdal        | EB/Streymur/Skála ÍF |
| 9      | Sofía Purkhús      | KÍ Klaksvík          |
| 8      | Milja Simonsen     | HB Tórshavn          |
| 6      | 2 zawodniczki      | 2 zawodniczki        |
| 5      | 2 zawodniczki      | 2 zawodniczki        |
| 4      | 5 zawodniczek      | 5 zawodniczek        |
| 3      | 7 zawodniczek      | 7 zawodniczek        |
| 2      | 10 zawodniczek     | 10 zawodniczek       |
| 1      | 21 zawodniczek     | 21 zawodniczek       |
| sam.   | 7 zawodniczek      | 7 zawodniczek        |
| 2 sam. | 1 zawodniczka      | 1 zawodniczka        |